# Takin’ It to the Streets
Takin’ It to the Streets — шестой студийный альбом американской рок-группы The Doobie Brothers, был выпущен 19 марта 1976 года студией звукозаписи Warner Bros. Records. Это первый альбом The Doobie Brothers, в котором новый член её состава Майкл Макдональд выступил в качестве вокалиста и автора. Он сразу же смог стать одной из творческих доминант ансамбля и повлиять на вектор его музыкального развития в направлении соул и поп-музыки. Пластинка содержала в себе такие культовые песни как «It Keeps You Runnin’» и одноимённую с названием диска — «Takin’ It to the Streets».
Пластинка была весьма популярна в Северной Америке и других англоязычных странах. В США диск заслужил золотой статус уже 11 мая 1976 года, меньше чем через два месяца после появления в продаже, а 27 июля 1978 года Американская ассоциация звукозаписывающих компаний предоставила ему платиновую сертификацию.

## Предыстория
К концу 1974 года напряжённые гастроли начали сказываться на группе, особенно на её лидере Томе Джонстоне. Ситуация ухудшилась во время тура в поддержку Stampede, когда у него диагностировали язву желудка. Его состояние ухудшилось, и несколько концертов были отменены. Поскольку Джонстон был вынужден ограничить своё участие в группе, другие участники решили просто прекратить её деятельность, но, находясь в Батон-Руж, штат Луизиана, гитарист Джефф Бакстер предложил позвонить своему другу и коллеге Майклу Макдональду, с которым он был знаком по совместной деятельности в Steely Dan. У Макдональда в то время был перерыв между концертными выступлениями и он отдыхал в своей квартире-гараже. Макдональд сначала сопротивлялся, чувствуя, что он не тот, кто им нужен. По его словам, «они искали кого-то, кто мог бы играть на органе Hammond B-3 и других клавишных, а я был просто автором песен и фортепианным хакером. Но больше всего, я думаю, они искали певца, чтобы заменить Томми». Он согласился присоединиться к ним и встретился с ними в отеле Le Pavillon в Новом Орлеане, откуда они переехали на склад, где смогли репетировать в течение следующих двух дней. Макдональд предполагал, что его услуги будут востребованы лишь до окончания концертного тура, и был удивлён, когда группа пригласила его в студию для работы над своим следующим альбомом.

## Запись
Поскольку Джонстон во многом отошёл от дел, группа не знала, как двигаться дальше. Музыканты сомневались, что смогут записать альбом без своего вожака. «Я знал, что звукозаписывающая компания впадала в панику из-за любых изменений в составе группы», — вспоминал Макдональд, — «Они с подозрением отнеслись к новому парню. Я был в восторге от концертных выступлений, но в остальном не ожидал многого». Так или иначе, ансамбль при поддержке продюсера Теда Темплмана стал изучать заготовки песен, которые у них были. В конечном счёте, артисты пришли к выводу, что им не хватает наличного музыкального материала, поэтому Макдональд принёс свои демозаписи. По словам Патрика Симмонса, послушав их, Темплман тогда сказал им: «Здесь у вас есть настоящий необработанный алмаз, который вы можете превратить во что-то, если, конечно, хотите двигаться вперёд». Так было принято решение записать песни нового участника, с пониманием, что это поведёт их группу в совершенно ином направлении.
Хотя Джонстон и отсутствовал на большинстве сессий, он всё же написал одну песню — «Turn It Loose», а также исполнил партии бэк-вокала и спел дуэтом с Симмонсом в «Wheels of Fortune». «Я и не уходил из группы», — заявил он позже, — «Я просто физически не мог этого сделать. Мне просто нужно было сойти с дороги и ненадолго уйти от всей этой сцены».

## Список композиций
| №  | Название                   | Автор(ы)                                    | Ведущий вокал                | Длительность |
| -- | -------------------------- | ------------------------------------------- | ---------------------------- | ------------ |
| 1. | «Wheels of Fortune»        | Патрик Симмонс, Джефф Бакстер, Джон Хартман | Том Джонстон, Патрик Симмонс | 4:54         |
| 2. | «Takin’ It to the Streets» | Майкл Макдональд                            | Майкл Макдональд             | 3:56         |
| 3. | «8th Avenue Shuffle»       | Патрик Симмонс                              | Патрик Симмонс               | 4:39         |
| 4. | «Losin’ End»               | Майкл Макдональд                            | Майкл Макдональд             | 3:39         |

| №                   | Название               | Автор(ы)                                        | Ведущий вокал                    | Длительность |
| ------------------- | ---------------------- | ----------------------------------------------- | -------------------------------- | ------------ |
| 1.                  | «Rio»                  | Патрик Симмонс, Джефф Бакстер                   | Патрик Симмонс, Майкл Макдональд | 3:49         |
| 2.                  | «For Someone Special»  | Тиран Портер                                    | Тиран Портер                     | 5:04         |
| 3.                  | «It Keeps You Runnin’» | Майкл Макдональд                                | Майкл Макдональд                 | 4:20         |
| 4.                  | «Turn It Loose»        | Том Джонстон                                    | Том Джонстон                     | 3:53         |
| 5.                  | «Carry Me Away»        | Патрик Симмонс, Джефф Бакстер, Майкл Макдональд | Майкл Макдональд                 | 4:09         |
| Общая длительность: | Общая длительность:    | Общая длительность:                             | Общая длительность:              | 38:23        |

## Участники записи
Приведены по сведениям базы данных Discogs.
The Doobie Brothers:
- Том Джонстон[англ.] — электрогитара, ведущий вокал и бэк-вокал (в песне «Turn It Loose»), ведущий вокал (в песне «Wheels of Fortune»)
- Патрик Симмонс[англ.] — электрогитара, ведущий вокал и бэк-вокал
- Джефф Бакстер[англ.] — электрогитара, акустическая гитара (в песне «For Someone Special»)
- Майкл Макдональд — фортепиано, электрическое фортепиано, клавинет, синтезаторы, ведущий вокал и бэк-вокал
- Джон Хартман[англ.] — ударные
- Тиран Портер[англ.] — бас, бэк-вокал, ведущий вокал (в песне «For Someone Special»)
- Джон Хартман[англ.] — ударные
- Кит Кнудсен[англ.] — ударные, бэк-вокал

| Приглашённые музыканты: - The Memphis Horns — духовая секция - Уэйн Джексон — труба - Эндрю Лав — тенор-саксофон - Джеймс Митчелл — баритон-саксофон - Льюис Коллинз — тенор-саксофон - Джек Хейл — тромбон - Бобби Лакайнд — конги (в песнях «Takin’ It to the Streets», «Losin’ End» и «Rio») - Ричи Хейуорд — ударные (в песне «Wheels of Fortune» — вместе с Джоном Хартманом) - Нови Новог — альт (в песне «Losin’ End») - Джесси Батлер — орган (в песне «Takin’ It to the Streets») - Мария Малдор — эпизодический вокал (в песне «Rio») - Тед Темплман — дополнительная перкуссия | Технический персонал: - Тед Темплман — музыкальный продюсер - Бет Наранхо — производственный координатор - Брюс Кон — менеджер проекта - Донн Ланди — звукорежиссёр - Эд Трэшер — арт-директор - Дэн Фонг — фотографии |

## Позиции в хит-парадах и сертификации
| Год  | Хит-парад                                  | Высшая позиция | Пребывание в чарте |
| ---- | ------------------------------------------ | -------------- | ------------------ |
| 1976 | Австралия (Kent Music Report)              | 7              | нет данных         |
| 1976 | Великобритания (UK Albums Chart)           | 42             | 2 недели           |
| 1976 | Канада (RPM Albums Chart)                  | 18             | 25 недель          |
| 1976 | Нидерланды (Nationale Hitparade LP Top 20) | 11             | 4 недели           |
| 1976 | Новая Зеландия (New Zealand Albums Chart)  | 7              | 13 недель          |
| 1976 | США (Billboard Top LPs & Tape)             | 8              | 44 недели          |

| Хит-парад (1976)                   | Позиция |
| ---------------------------------- | ------- |
| США (Billboard Top Popular Albums) | 39      |

| Регион | Сертификация | Продажи    |
| --- | ------------ | ---------- |
| Канада (Music Canada) | Золотой      | 50 000^    |
| США (RIAA) | Платиновый   | 1 000 000^ |
| ^ Данные о тиражах приведены только на основе сертификации. · Данные о продажах + прослушиваниях приведены только на основе сертификации. |              |            |